# Edhem Mulabdić
Edhem Mulabdić (Maglaj, 25. prosinca 1862. – Sarajevo, 29. siječnja 1954.) bio je hrvatski i bošnjački književnik. Roman Zeleno busenje slovi kao najznačajnije djelo ovog književnika i prvi bošnjački roman.

## Životopis
Edhem Mulabdić rođen je u Maglaju 1862. godine. Tu je završio mekteb i ruždiju, a nakon toga zaposlio se kao činovnik. Godine 1887. Mulabdić upisuje Učiteljsku školu u Sarajevu i po njenom završetku odmah dobiva posao u Brčkom. Odatle biva premješten u Sarajevo, gdje radi kao nastavnik u Dural-mualimminu, muslimanskoj vjeroučiteljskoj školi. Iza toga je perfekt konvikta Učiteljske škole, zatim nastavnik u Šerijatskoj sudačkoj školi i potom nadzornik osnovne škole. Uskoro biva izabran za narodnog poslanika u Maglaju i na toj dužnosti ostaje sve do siječnja 1929. godine, poslije čega odlazi u mirovinu. Godine 1923. među osnivačima je a od 1929. godine pa sve do smrti i predsjednikom muslimanskoga društva Narodna uzdanica. Zauzimao se za približavanje muslimana hrvatskoj nacionalnoj ideji. Zajedno sa Safvet-begom Bašagićem i Osmanom Nuri Hadžićem pokreće list Behar 1. svibnja 1900. (urednik lista od 1901. do 1906. godine), a 1903. godine osniva i društvo Gajret.
U svome dugom životu bio je prije svega prosvjetitelj, a onda i uspješan književnik. Svoj prosvjetiteljski rad prenosi i na književno stvaralaštvo. Roman Zeleno busenje slovi kao najznačjnije djelo ovog autora, ali i kao prvi bošnjački roman. Nova vremena je roman manjega značaja, ali neosporan dokument za izučavanje tog dijela povijesti o kom se u romanu govori.
Budući da je Mulabdić i prvi bošnjački novelist, bitno je spomenuti i zbirku novela Na obali Bosne. Mnoštvo članaka i didaktičkih tekstova ostalo je rasuto po časopisima koje je pisac uređivao ili u njima surađivao. Za vrijeme NDH javljao se u mnogim časopisima. ↓1 Zbog kontakata s vođama NDH bio je izopćen, poslije Drugoga svjetskog rata mu je suđeno, a ostao je i bez svoje mirovine. Umro je u Sarajevu 29. siječnja 1954. godine.
Danas je Mulabdić lektirni pisac i pomalo mu se vraća značaj koji je imao za razvoj bošnjačke kulture i prosvjete. Maglajska manifestacija "Mulabdićevi dani kulture" u cijelosti je posvećena imenu i djelu ovog značajnog književnika.

## Djela

### Romani
- Zeleno busenje: pripovijest: (s tumačem turskih riječi), Matica hrvatska, Zagreb, 1898.
- Nova vremena: (slika iz novijeg života u Bosni),  Tisak i naklada Prve muslim. nakl. knjižare i štamparije (Muhamed Bekir Kalajdžić), Mostar, 1914.

### Pripovijetke
- Rukoviet šale, zbirka šaljivih pripovijedaka, Sarajevo, 1893.
- Na obali Bosne: crtice, zbirka pripovijedaka, Matica hrvatska, Zagreb, 1900.
- Nesretan unuk
- Đuro Prepelica
- Aga i kmet
- Lov
- Tahiraga
- Novo vrijeme

### Crtice
- Šehiti (Behar, br. 1., 1900./1901.)
- Kućni rahatluk (Behar, br. 1., 1900./1901.)
- Ihtijar Sejfo (Behar, br. 2., 1901./1902.)
- Zekonja (Behar, br. 2., 1901./1902.)
- Bunbar (Behar, br. 2., 1901./1902.)
- Jedna rotacija (Behar, br. 5., 1904./1905.)
- Bajram
- Uspomene u narodu

### Novele
- Dva trgovca (Behar, br. 1., 1900./1901.)
- Kumovi
- Garib
- Nišan
- Tajno pismo

### Članci
- Naša djeca prije mekteba
- Učitelj narodu

### Ostalo
- Kod starog djeda
- Osmanlija
- Bijela medžidija (Behar, br. 1., 1900./1901.)
- Prvi ezan (Behar, br. 4., 1903./1904.)
- Na Ilidžu (Behar, br. 5., 1904./1905.)
- Crtice (Sarajevo, 1907.)
- Svak na posao (Sarajevo, 1934.)
- Izabrane pripovijesti (Matica hrvatska, Zagreb, 1944.)
- Izabrana djela, 2 sv. (knj. 1, Zeleno busenje: roman iz doba okupacije Bosne i Hercegovine; knj 2, Pripovijetke), Svjetlost, Sarajevo, 1974.[6][7][8]